# Ignace Dick
Pour les articles homonymes, voir Dick.
Ignace Dick (né le 15 janvier 1926 à Alep et mort à Alep le 4 novembre 2013), est un prêtre catholique, spécialiste de l'histoire de l'Église melkite.

## Éléments biographiques
Né dans une importante famille melkite d'Alep, il reçoit à sa naissance le prénom de  Basile.
Il fait ses études à l'école des Franciscains d'Alep, puis est ordonné prêtre le 25 juin 1949. C'est lors de son ordination sacerdotale qu'il prend le nom d’Ignace. 
De 1953 à 1957, il enseigne au Séminaire Sainte-Anne de Rayak au Liban, puis étudie à Louvain. Sa thèse de doctorat, qu'il soutient en juin 1960, porte sur "Théodore Abu Qurrah, évêque melkite de Harran". En 1962-1963, il enseigne l'histoire de l'Église et l'islamologie au Grand Séminaire Sainte-Anne de Jérusalem (dirigé par les Pères Blancs). 
De 1963 à sa mort, il est curé de la communauté grecque-catholique d'Alep. Par ailleurs, il est nommé vicaire général (Protosyncelle) de l’archevêché grec-melkite-catholique d’Alep. En 2002, il est nommé conseiller au sein du Conseil pontifical pour la promotion de l'unité des chrétiens.
Son œuvre académique concerne surtout l'histoire de l'Église, notamment melkite, l’œcuménisme et la littérature arabe chrétienne.

## Liste partielle des publications d'Ignace Dick
- « Deux écrits inédits de Théodore Abuqurra », in Le Muséon 72 (1959), p. 53-67.
- « La passion arabe de St Antoine Ruwah, néo-martyr de Damas (25 décembre 799) », in Le Muséon 74 (1961), p. 111-133.
- « Un continuateur arabe de saint Jean Damascène : Théodore Abuqurra, évêque melkite de Harran. La personne et son milieu », in Proche-Orient chrétien 12 (1962), p. 209-223 et 319-332 ; et 13 (1963), p. 114-129.
- L’Histoire  de  l'Église  orientale  et  les  événements  les  plus  importants de l'Église occidentale, (en arabe) édité à Alep, 1963 (en collaboration avec Michel  YATĪM )
- Qu'est-ce que l'Orient chrétien ?, Casterman , 1965
- Les Églises Orientates Catholiques: Décret "Orientalium Ecclesiarum", coll. Unam sanctam 76, (Paris, Cerf, 1970). (en collaboration avec Mgr Neophytos Edelby)
- « Samonas de Gaza ou Sulaïman al-Gazzi, évêque melkite de Gaza, XIe siècle », dans POC, vol. 30, no 1-4, 1980, p. 175-178
- "Théodore Abū Qurra, Traité de l'existence du Créateur et de la vraie religion" (Maimar fī wuǧūd al-ḫaliq wa-l-dīn al-qawīm), coll. « Patrimoine Arabe Chrétien » no 3, (Beyrouth : CEDRAC, 1982) (texte arabe)
- Théodore Abū Qurra: Traité du culte des icônes (Maimar fī ikrām al-īqūnāt), coll. « Patrimoine Arabe Chrétien » no 10, (Beyrouth : CEDRAC, 1986) (texte arabe)
- La discussion d'Abu Qurra avec les ulémas musulmans devant le calife al-ma'mun, 1990
- « Sens et vicissitudes de l'«uniatisme». L'écartèlement de la double fidélité » 1982. in Revue théologique de Louvain, 17 (1986), pp. 239-240.
- Vatican II et les Églises Orientales catholiques. In: Le deuxième Concile du Vatican (1959-1965) Rome : École Française de Rome, 1989. pp. 615-625.
- Les relations interchrétiennes à Alep. Comment est vécu l'oecuménisme dans une grande métropole syrienne ? in Proche-Orient chrétien  39 (1989)
- La Syrie de Byzance à l'Islam, 1990 in P.O.C. Vol. 40/3-4, 1990
- Evolution du statut légal et sociologique des chrétiens en Syrie, 1995, in P.O.C. Vol. 45/1-2, 1995
- Controverse d'Abu Qurrah avec des théologiens musulmans en présence du calife Al Mamoun, Texte arabe (Alep, 2007)
- Les Melkites : grecs-orthodoxes et grecs catholiques des patriarcats d'Antioche, d'Alexandrie et de Jérusalem, 1994
- La  présence  Chrétienne  à  Alep  au  cours  des  deux  derniers  millénaires  (en arabe, 4 volumes publiés de 2002 à 2004)
- Chrétiens en Syrie : héritiers de l'église antique au cœur de l'islam et à la pointe de l'œcuménisme (2001 ?)